# Díaz y Grilló

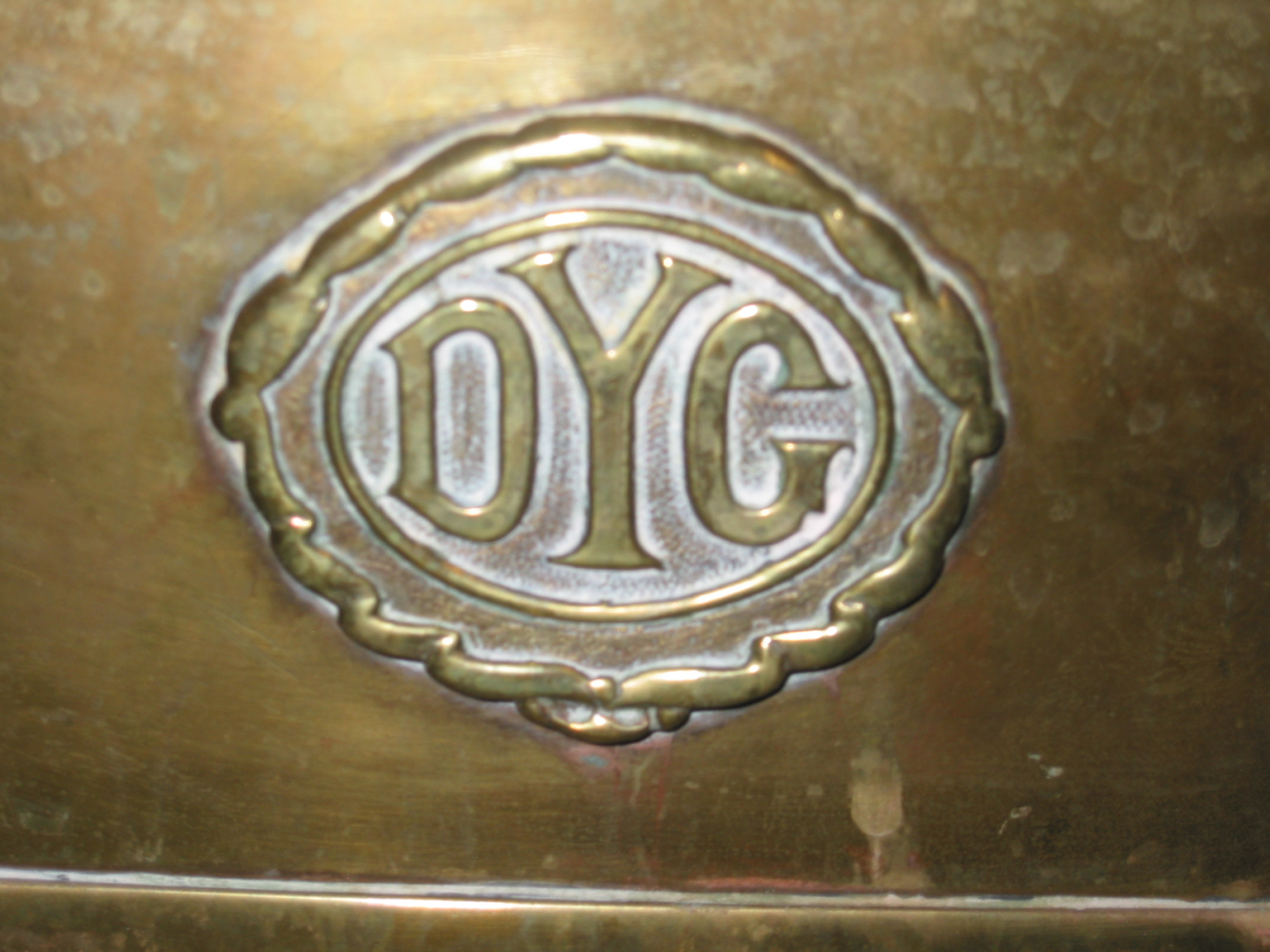
Emblem von Díaz y Grilló

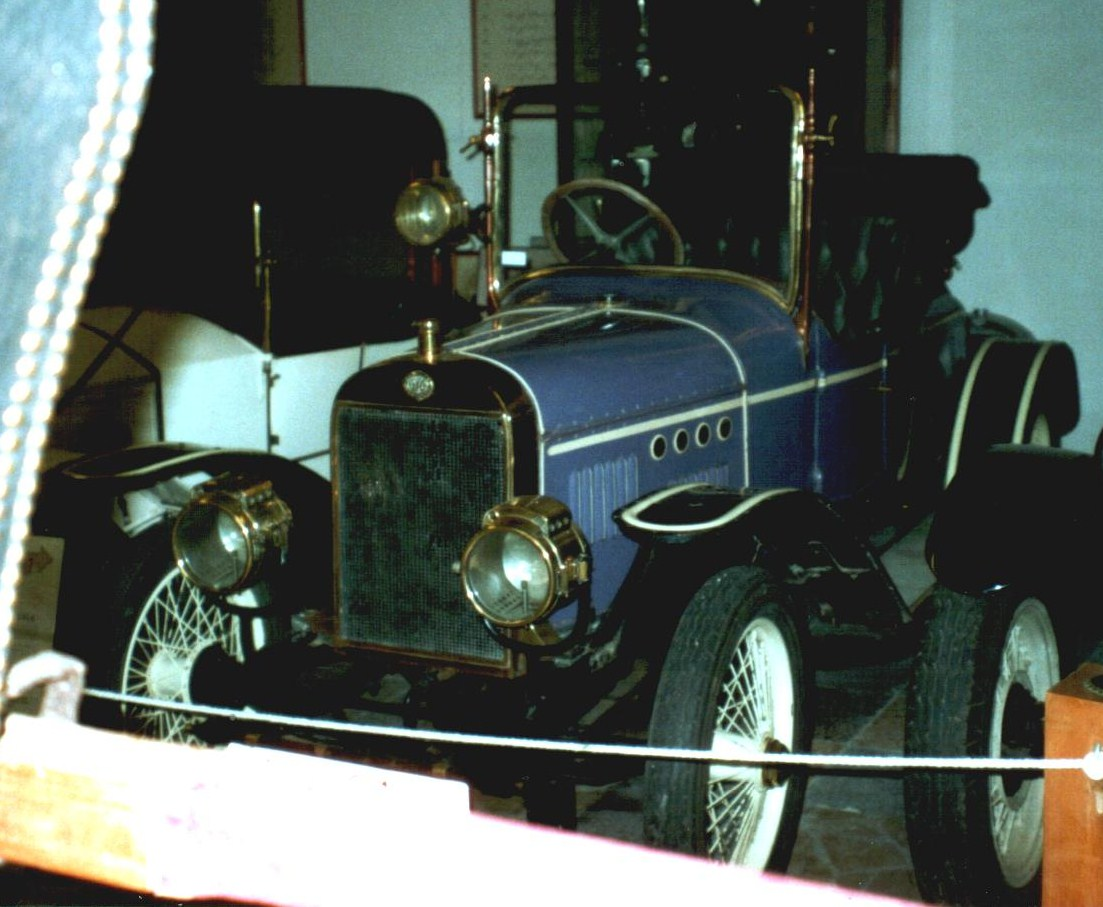
Díaz y Grilló von 1916

Díaz y Grilló ist ein ehemaliger spanischer Hersteller von Automobilen.

## Unternehmensgeschichte
Das Unternehmen Fábrica Española de Automóviles Díaz y Grilló wurde 1915 in Barcelona von Antonio Díaz und Mario Grilló zur Produktion von Automobilen gegründet. 1922 wurde die Produktion eingestellt.

## Fahrzeuge
Es wurde ein kleiner Sportwagen hergestellt, der Drehstabfederung aufwies. Anfangs wurden Zweizylinder- und Vierzylindermotoren von M.A.G. verwendet, später ein eigener Viertaktmotor mit 1100 cm³ Hubraum.
Ein Fahrzeug dieser Marke ist im Automuseum Collecció d’Automòbils de Salvador Claret in Sils zu besichtigen.